# Алёшкино (Красноярский край)
Алёшкино — упразднённая деревня в Кежемском районе Красноярского края в составе Таежинского сельсовета. Упразднена в 2005 г.

## География
Находилась на южной оконечности ангарского острова Тургенев, в 10 км к югу от поселка Таёжный. В настоящее время деревня и остров затоплены водами Богучанского водохранилища.

## История
По данным на 1926 год деревня Алешина состояла из 103 хозяйств. В административном отношении входила в состав Заимковского сельсовета Кежемского района Канского округа Сибирского края.
Деревня попала в зону затопления Богучанского водохранилища и была расселена.
Распоряжением губернатора Красноярского края от 28 января 2005 года № 145-р деревня исключена из учётных данных.

## Население
| 1989 | 2002 |
| ---- | ---- |
| 0    | →0   |

По данным переписи 1926 года в деревне проживало 636 человек (335 мужчин и 301 женщина), основное население — русские.